# Arca reticulata
Arca reticulata is een tweekleppigensoort uit de familie van de Arcidae. De wetenschappelijke naam van de soort is voor het eerst geldig gepubliceerd in 1791 door Gmelin.